# Georgbarsanovite
La georgbarsanovite è un minerale appartenente al gruppo dell'eudialite.